# Grand Prix Maďarska 2005

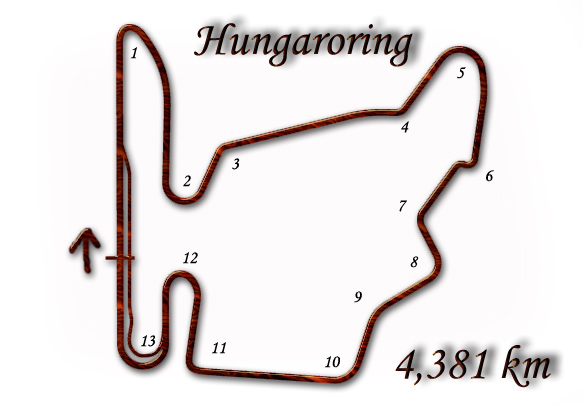

XXI. Marlboro Magyar Nagydíj
- 31. července 2005
- Okruh Hungaroring
- 70 kol x 4,381 km = 306,663 km
- 744. Grand Prix
- 6. vítězství Kimi Räikkönen
- 143. vítězství pro McLaren

## Výsledky
| Pozice | Jezdec               | Vůz            | Čas            |
| ------ | -------------------- | -------------- | -------------- |
| 1      | Kimi Räikkönen       | McLaren MP4/20 | 1:37:25.552    |
| 2      | Michael Schumacher   | Ferrari F 2005 | á 0:35,581     |
| 3      | Ralf Schumacher      | Toyota TF 105  | á 0:36,129     |
| 4      | Jarno Trulli         | Toyota TF 105  | á 0:54,221     |
| 5      | Jenson Button        | B.A.R 007      | á 0:58,832     |
| 6      | Nick Heidfeld        | Williams FW 27 | á 1:08,375     |
| 7      | Mark Webber          | Williams FW 27 | á 1 kolo       |
| 8      | Takuma Sató          | B.A.R 007      | á 1 kolo       |
| 9      | Giancarlo Fisichella | Renault R 25   | á 1 kolo       |
| 10     | Rubens Barrichello   | Ferrari F 2005 | á 1 kolo       |
| 11     | Fernando Alonso      | Renault R 25   | á 1 kolo       |
| 12     | Narain Karthikeyan   | Jordan EJ 15   | á 3 kola       |
| 13     | Tiago Monteiro       | Jordan EJ 15   | á 4 kola       |
| 14     | Felipe Massa         | Sauber C 24    | á 7 kol        |
| Kolo   | Odstoupili           | -              | -              |
| 59     | Christijan Alberes   | Minardi PS 05  | Neklasifikován |
| 56     | Jacques Villeneuve   | Sauber C 24    | Motor          |
| 41     | Juan Pablo Montoya   | McLaren MP4/20 | Rozvodovka     |
| 26     | Robert Doornbos      | Minardi PS 05  | Hydraulika     |
| 0      | Christian Klien      | Red Bull RB 1  | Havárie        |
| 0      | David Coulthard      | Red Bull RB 1  | Havárie        |

### Nejrychlejší kolo
- Kimi RAIKKONEN McLaren Mercedes 1'21,219 - 194.186 km/h

### Vedení v závodě
- 1.–15. kolo Michael Schumacher
- 16.–22. kolo Juan Pablo Montoya
- 23.–35. kolo Michael Schumacher
- 36.–37. kolo Kimi Räikkönen
- 38.–40. kolo Juan Pablo Montoya
- 41.–70. kolo Kimi Räikkönen

### Postavení na startu
- červeně - výměna motoru / posunutí o 10 míst
- Modře – startoval z boxu

| 1. řada  | 1                    | 2                  |
|          | Michael Schumacher   | Juan Pablo Montoya |
|          | Ferrari              | McLaren            |
|          | 1'19.882             | 1'20.779           |
| 2. řada  | 3                    | 4                  |
|          | Jarno Trulli         | Kimi Räikkönen     |
|          | Toyota               | McLaren            |
|          | 1'20.839             | 1'20.891           |
| 3. řada  | 5                    | 6                  |
|          | Ralf Schumacher      | Fernando Alonso    |
|          | Toyota               | Renault            |
|          | 1'20.964             | 1'21.141           |
| 4. řada  | 7                    | 8                  |
|          | Rubens Barrichello   | Jenson Button      |
|          | Ferrari              | BAR                |
|          | 1'21.158             | 1'21.302           |
| 5. řada  | 9                    | 10                 |
|          | Giancarlo Fisichella | Takuma Sato        |
|          | Renault              | BAR                |
|          | 1'21.333             | 1'21.787           |
| 6. řada  | 11                   | 12                 |
|          | Christian Klien      | Nick Heidfeld      |
|          | Red Bull             | Williams           |
|          | 1'21.937             | 1'22.086           |
| 7. řada  | 13                   | 14                 |
|          | David Coulthard      | Felipe Massa       |
|          | Red Bull             | Sauber             |
|          | 1'22.279             | 1'22.565           |
| 8. řada  | 15                   | 16                 |
|          | Jacques Villeneuve   | Mark Webber        |
|          | Sauber               | Williams           |
|          | 1'22.866             | 1'23.495           |
| 9. řada  | 17                   | 18                 |
|          | Christijan Albers    | Narain Karthikeyan |
|          | Minardi              | Jordan             |
|          | 1'24.443             | 1'25.057           |
| 10. řada | 19                   | 20                 |
|          | Robert Doornbos      | Tiago Monteiro     |
|          | Minardi              | Jordan             |
|          | 1'25.484             | - -- ---           |
| -------- | -------------------- | ------------------ |

### Zajímavosti
- Michael Schumacher stál po 142 na stupních vítězů .